# Jeanne Granier
Pour les articles homonymes, voir Granier.
Jeanne Granier est une chanteuse soprano et comédienne française, née le 29 mars 1853 à Batignolles-Monceau (aujourd'hui Paris) et morte le 17 décembre 1939 à Paris 17e.
Considéré comme l'une des personnalités  marquantes de la vie parisienne de la fin du XIXe et du début du XXe siècle, elle a été, pour une période de 20 ans, une des plus grandes vedettes des scènes parisiennes, douée à la fois comme soprano et comme comédienne. Elle était également très attachée au public londonien, se produisant au cours de sa longue carrière, à de nombreuses reprises dans des opérettes des pièces de théâtre.

« On peut être une excellente artiste et n'être point Jeanne Granier, parce que Jeanne Granier, c'est Jeanne Granier, c'est le sourire et c'est les larmes, c'est la fantaisie et le naturel, c'est une voix de joie et d'émotion, c'est Jeanne Granier enfin ! »

— Rozière, « Le Théâtre », Gil Blas, 11 novembre 1904.

## Biographie

### Enfance et débuts
Fille de l'actrice Marie Granier dite Irma Granier, pensionnaire du Vaudeville et du Palais-Royal, et d'un père inconnu, Jeanne Granier naît le 29 mars 1853 dans la commune de Batignolles-Monceau (Seine),.
Elle est l'élève de Mme Barthe-Banderali, étudiant à la fois l'opéra-comique et la musique. Elle débute en 1873, au théâtre de la Renaissance, en remplaçant au pied levé Louise Théo dans La Jolie Parfumeuse de Jacques Offenbach.
Elle crée dans la foulée Giroflé-Girofla (1874) de Charles Lecocq, mais c'est le rôle-titre du Petit Duc du même compositeur, créé le 25 janvier 1878 au théâtre de la Renaissance, qui lui apporte la consécration, devenant sa  « signature ». Elle rependra l’œuvre dans ce même théâtre en 1879, 1881 et 1883.
Elle joue dans La Vie de bohème au théâtre de l'Odéon en 1875, interprétant l'air de Musette La Jeunesse et l'Amour (paroles d'Henri Meilhac, musique de Jules Massenet). Massenet lui compose également une chanson pour Notre-Dame de Paris en 1879 pour son apparition. Le 15 octobre 1876, elle apparaît dans un spectacle au bénéfice de Bérengère et Anatole au théâtre de la Renaissance.
Toujours à la Renaissance, elle crée La Marjolaine (1878) et Janot (1881) de Charles Lecocq, Belle Lurette (1880) dernière œuvre d'Offenbach, Ninetta de Raoul Pugno (1882), Madame le Diable (1882) et  Fanfreluche (1883) de Gaston Serpette et bien d'autres.
Les frères Isola témoignent à son sujet : « À la Renaissance, dans Madame le Diable, un personnage de la pièce arrivait sur la scène avec une valise de petite dimension à la main. Il ouvrait cette valise et Jeanne Granier en sortait costumée en diable. Son physique très menu lui permettait de réussir cette acrobatie. L'admirable artiste a ainsi conté ses débuts d'amusante façon : “C'est par la Renaissance que je débutais à la scène, sans être passée par le Conservatoire... Au vrai, je me destinais au classique, je travaillais pour le théâtre italien, et nul n'imaginait chez moi que je dusse “tomber” dans l'opérette…” ».
Elle crée Mam'zelle Gavroche de Hervé aux Variétés (1885), La Béarnaise d'André Messager aux Bouffes-Parisiens (1885), La Cigale et la Fourmi d'Edmond Audran à la Gaîté (1886) et Les Saturnales de Paul Lacôme aux Nouveautés (1887).
Aux côtés de José Dupuis, chanteur-fétiche d'Offenbach, elle participe aux reprises de La Fille de madame Angot de Lecocq et Orphée aux Enfers à l'Eden-Théâtre en 1888 et de La Belle Hélène, Barbe-Bleue et La Grande-duchesse de Gérolstein  d'Offenbach aux Variétés en 1890.
Le compositeur Emmanuel Chabrier lui dédie sa Ballade des gros dindons (1889).
Cependant, en plein succès, sa voix lui fait défaut. Elle s'oriente alors, sur l'insistance du comédien Lucien Guitry, vers le théâtre où elle réussit à se faire une place. Elle lui donnera ainsi la réplique dans de nombreuses pièces.
En 1897, elle joue dans la pièce de Jules Renard Le Plaisir de rompre et y remporte un vif succès. Dans son Journal, Jules Renard reprend une citation de Jeanne Granier : « Moi, dit-elle, je ne suis pas comédienne. Je joue comme ça. »  Elle restera liée à la carrière théâtrale de cet auteur dramatique.
La célèbre « diseuse fin de siècle » Yvette Guilbert dit d'elle dans ses Mémoires : « Jeanne Granier, la grande et spirituelle comédienne, avec son bout de nez amusant. »
Le 30 juillet 1921, le ministère de l'Instruction publique lui décerne la distinction de chevalier de la Légion d'honneur.
Elle meurt le 17 décembre 1939, 88 avenue de Wagram à Paris 17e, à l'âge de 86 ans. Un grand nombre de personnalités artistiques, mondaines et littéraires qui avaient connu l'époque brillante dont Jeanne Granier avait été une des vedettes les plus appréciées et les plus fêtées se réunit le 20 décembre 1939 en l'église Saint-François de Sales afin de rendre un dernier hommage à l'incomparable artiste. Le deuil est conduit par son fils, André Granier. Elle est inhumée dans le caveau de famille au cimetière de Montmartre (29e division), mais la tombe des Granier est détruite quelques années plus tard et la concession reprise en 2010.

### Vie privée

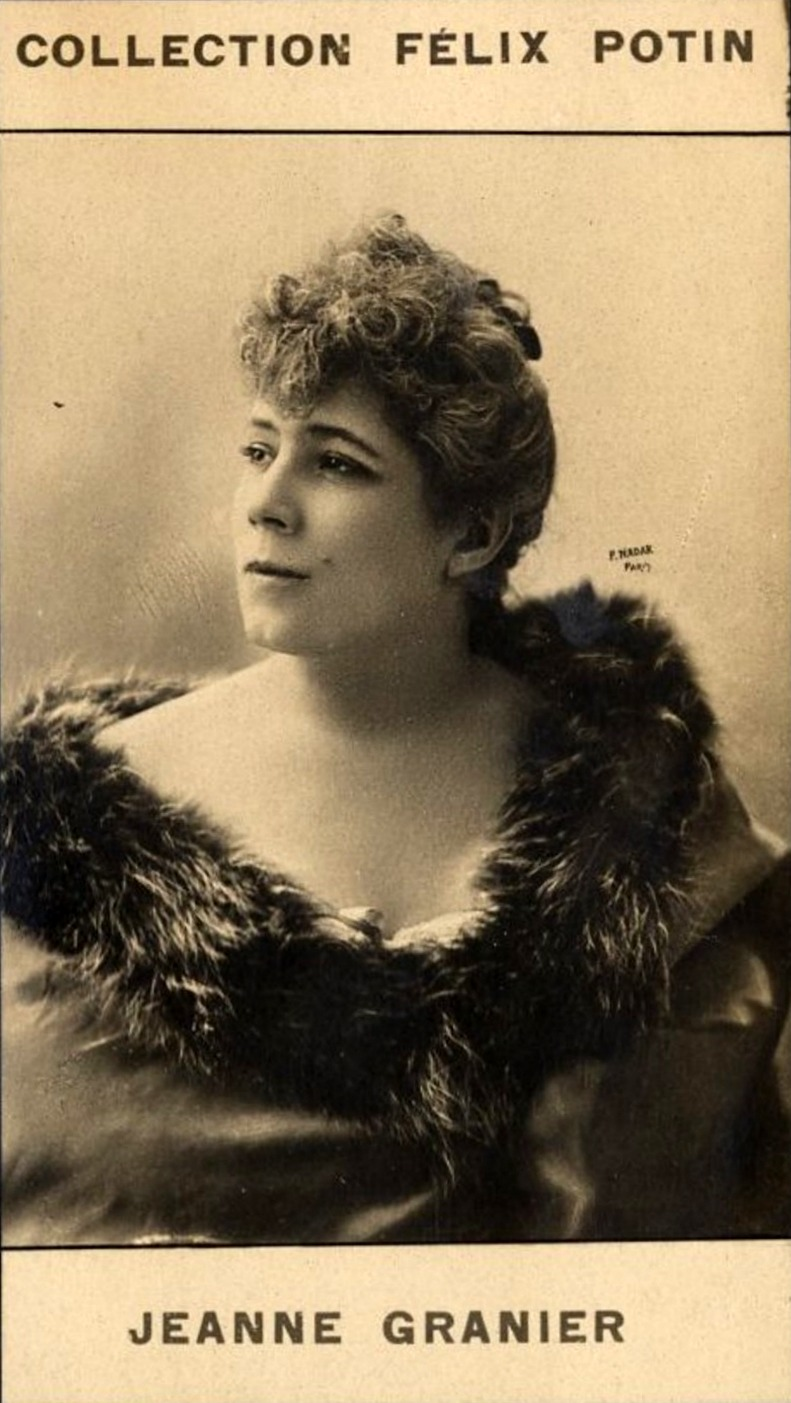
Jeanne Granier vers 1900

La frontière entre le demi-monde et les coulisses des théâtres étaient assez floues, les directeurs de théâtres sous-payaient à dessein les jeunes filles et les femmes, de façon qu'elles deviennent "de leur plein gré" les maîtresses d'hommes riches. Les directeurs faisaient ainsi des économies et alimentaient ainsi le scandale, ce qui concourait à "faire parler" de leurs théâtres et pieces. Certaines jeunes et filles et femmes artistes se trouvaient ainsi le plus souvent piégées dans cette prostitution durant leur carrière et, à la fin de celle-ci, pour assurer leur survie. (On retrouve le même procédé sordide pour les petits rats de l'opéra. Les jeunes ballerines devant parfois se prostituer à des hommes mûrs et âgées sous la pression des directeurs qui touchaient directement des sommes de la part de ces derniers.)
Courtisée par le prince de Galles, futur Édouard VII qui restera toujours parmi ses plus grands admirateurs (elle aurait été l'une de ses maîtresses de jeunesse), Jeanne Granier se forgea néanmoins la réputation de décliner toutes les propositions[réf. nécessaire].
Jamais mariée, elle accouche le 29 septembre 1877 à Paris 16e à la villa Montmorency, 7 avenue du Square, d'un fils prénommé Xavier-Jean-André de père inconnu. Elle le reconnaît à l'état-civil le 10 juillet 1907.
André Granier se marie à deux reprises (dont un divorce) et meurt le 1er juin 1949 à Nice (Alpes-Maritimes).

## Répertoire
- 1873 : La Jolie Parfumeuse, opéra-comique d'Hector Crémieux et Ernest Blum, musique de Jacques Offenbach, théâtre de la Renaissance
- 1874 : Giroflé-Girofla, opéra bouffe d'Eugène Leterrier et Albert Vanloo, musique de Charles Lecocq, théâtre de la Renaissance
- 1875 : La Petite Mariée, opéra bouffe d'Eugène Leterrier et Albert Vanloo, musique de Charles Lecocq, théâtre de la Renaissance
- 1877 : La Marjolaine, opéra bouffe d'Eugène Leterrier et Albert Vanloo, musique de Charles Lecocq, théâtre de la Renaissance
- 1878 : Le Petit Duc, opéra bouffe d'Henri Meilhac et Ludovic Halévy, musique de Charles Lecocq, théâtre de la Renaissance
- 1879 : La Petit Mademoiselle, opéra-comique d'Henri Meilhac et Ludovic Halévy, musique de Charles Lecocq, théâtre de la Renaissance
- 1880 : Les Voltigeurs de la 32e, opéra-comique d'Edmond Gondinet et Georges Duval, musique de Robert Planquette, théâtre de la Renaissance
- 1880 : Belle Lurette, opéra-comique d'Ernest Blum, Édouard Blau et Raoul Toché, musique de Jacques Offenbach, théâtre de la Renaissance
- 1881 : Janot, opéra bouffe d'Henri Meilhac et Ludovic Halévy, musique de Charles Lecocq, théâtre de la Renaissance
- 1882 : Madame le Diable, féérie-opérette d'Henri Meilhac et Arnold Mortier, musique de Gaston Serpette, théâtre de la Renaissance
- 1882 : Le Petit Faust, opérette bouffe d'Hector Crémieux, Adolphe Jaime, musique d'Hervé, théâtre de la Porte-Saint-Martin
- 1883 : Fanfreluche, opéra-comique de Paul Burani, Gaston Hirsch, Raoul de Saint-Arroman, musique de Gaston Serpette, théâtre de la Renaissance
- 1885 : La Béarnaise, opéra-comique d'Eugène Leterrier et Albert Vanloo, musique d'André Messager, théâtre des Bouffes-Parisiens[8].
- 1887 : Le Cœur de Paris, revue précédée d'un prologue, musique de Philippe de Massal, Opéra-Comique (23 mai)
- 1887 : Les Saturnales, opéra bouffe d'Albin Valabrègue, musique de Paul Lacôme, théâtre des Nouveautés
- 1888 : Barbe-Bleue, opéra bouffe d'Henri Meilhac et Ludovic Halévy, musique de Jacques Offenbach, théâtre des Variétés
- 1889 : Paris Exposition, revue d'Henri Blondeau et Hector Monréal, théâtre des Variétés
- 1890 : Le Petit Duc, opéra bouffe d'Henri Meilhac et Ludovic Halévy, musique de Charles Lecocq, théâtre des Variétés
- 1893 : Madame Satan, vaudeville d'Ernest Blum et Raoul Toché, théâtre des Variétés
- 1895 : Amants, comédie de Maurice Donnay, théâtre de la Renaissance
- 1897 : Le Plaisir de rompre, comédie de Jules Renard, Cercle des Escholiers
- 1899 : Le Vieux Marcheur, comédie d'Henri Lavedan, théâtre des Variétés
- 1900 : Éducation de Prince, comédie de Maurice Donnay, théâtre des Variétés
- 1901 : Les Médicis, comédie d'Henri Lavedan, théâtre des Variétés
- 1901 : La Veine, comédie d'Alfred Capus, théâtre des Variétés
- 1901 : La Revue des Variétés, revue de Paul Gavault et Adrien Vely, théâtre des Variétés
- 1902 : Les Deux Écoles, comédie d'Alfred Capus], théâtre des Variétés
- 1902 : Joujou, comédie d'Henri Bernstein, théâtre du Gymnase
- 1903 : La Citoyenne Cotillon, comédie d'Ernest Daudet et Henri Cain, théâtre de l'Ambigu
- 1905 : Snob, comédie de Gustave Guiches, théâtre de la Renaissance
- 1905 : Le bonheur, Mesdames !, comédie de Francis de Croisset, théâtre des Variétés
- 1906 : Éducation de Prince, comédie de Maurice Donnay, théâtre des Variétés
- 1907 : La Veine, comédie d'Alfred Capus, théâtre du Vaudeville
- 1908 : Mariage d'Étoile, comédie d'Alexandre Bisson et Georges Thurner, théâtre du Vaudeville
- 1908 : La Patronne, comédie de Maurice Donnay, théâtre du Vaudeville
- 1911 : La Bonne intention, théâtre Michel (octobre)
- 1912 : L'Habit vert de Robert de Flers et Gaston Arman de Caillavet, théâtre des Variétés
- 1913 : Le Ruisseau de Pierre Wolff, théâtre de la Porte-Saint-Martin
- 1914 : Madame d'Abel Hermant et Alfred Savoir, avec Monna Delza, théâtre de la Porte-Saint-Martin
- 1921 : Le Grand Duc, comédie de Sacha Guitry, théâtre Édouard-VII
- 1925 : Le Mariage de Maman de Louis Verneuil et Georges Berr, théâtre Antoine[9],[10],[11].

## Hommages
En 1890, Rodolphe Piguet exécute son portrait gravé intitulé Une française de 1900.
Jeanne Granier est, par ailleurs, mentionnée dans l'œuvre de Marcel Proust À la recherche du temps perdu.